# Utilitarismo hedonista negativo
El utilitarismo hedonista negativo es una rama del utilitarismo negativo que pone énfasis en la reducción del sufrimiento y las experiencias desagradables, en lugar de la promoción del placer. A diferencia de otras formas de utilitarismo, prioriza minimizar el bienestar negativo (disutilidad) por sobre maximizar el bienestar positivo (utilidad).
Como una forma de ética centrada en el sufrimiento, sostiene que el objetivo moral principal es aliviar el sufrimiento, y no tanto aumentar la felicidad. El sufrimiento se define como cualquier experiencia desagradable o angustiante, y el objetivo es asegurar que los estados conscientes, si existen, estén libres de malestar interno.
Esta visión se enfoca específicamente en la reducción del dolor o malestar, más que en la frustración de preferencias, afirmando que el imperativo moral es minimizar ese sufrimiento.

## Críticas
Críticos del utilitarismo hedonista negativo han planteado varias objeciones. Una crítica destacada es la llamada «conclusión sádica», que sugiere que el utilitarismo negativo podría implicar que es preferible añadir personas infelices en lugar de felices en ciertas situaciones. Sin embargo, los defensores argumentan que esta conclusión no se deriva necesariamente de la teoría. El utilitarismo hedonista negativo evalúa la utilidad de manera diferente: el sufrimiento es negativo, mientras que una vida perfecta es neutral o mejor.
Este enfoque también ha sido desafiado por la idea de que la distinción entre placer y dolor puede deberse a características contingentes de la arquitectura neuronal biológica, específicamente el uso de sistemas separados para procesar recompensas y castigos. Esta perspectiva pone en duda la relevancia moral tradicionalmente asignada a la división entre placer y dolor, sugiriendo que los placeres y dolores menores no difieren significativamente en peso moral. Formas alternativas del utilitarismo negativo enfatizan otras justificaciones para priorizar la reducción del sufrimiento, como el valor extremadamente negativo del dolor intenso (como en el utilitarismo negativo léxico) o la asimetría entre la importancia moral de prevenir preferencias no satisfechas frente a crear nuevas satisfechas (como en el antifrustracionismo).
Otra crítica filosófica se basa en el argumento evolutivo de refutación (evolutionary debunking argument, EDA). Esta línea argumental sugiere que las creencias sobre la negatividad del sufrimiento, incluyendo aquellas centrales en el utilitarismo hedonista negativo, pueden explicarse por fuerzas evolutivas en lugar de verdades morales objetivas. Aunque algunos sostienen que esto debilita el peso moral del sufrimiento, otros defienden que los orígenes evolutivos no invalidan necesariamente las creencias normativas. Desde esta perspectiva, el disvalor puede seguir siendo moralmente significativo incluso si está moldeado por procesos evolutivos.
Una crítica adicional sostiene que el utilitarismo hedonista negativo podría justificar acciones extremas, como la extinción humana, con el fin de eliminar el sufrimiento. Este ha sido un tema de debate filosófico continuo.

## Relación con el altruismo eficaz
El utilitarismo hedonista negativo es reconocido como una postura ética legítima dentro del movimiento del altruismo eficaz. Este movimiento abarca una diversidad de perspectivas éticas, y el utilitarismo hedonista negativo es una de las posiciones welfaristas más ampliamente reconocidas. A menudo, los críticos tergiversan el altruismo eficaz al enfocarse en interpretaciones marginales o al utilizar terminología no estándar, pero el utilitarismo hedonista negativo sigue siendo una perspectiva válida dentro del marco consecuencialista más amplio.